# Richard Mabuza
Richard Mabuza (* 3. März 1946; † September 2018) war ein eswatinischer Langstreckenläufer.

## Leben
Mabuza nahm 1972 an den Olympischen Sommerspielen im bundesdeutschen München an zwei Wettbewerben teil: Im 10.000-Meter-Lauf erreichte er im Halbfinale das Ziel nicht, während er den Marathonlauf nach 2:20:39,6 Stunden als Siebzehnter beendete. Des Weiteren wurde ihm die Ehre zuteil, bei der ersten Teilnahme einer swasiländischen Mannschaft an Olympischen Spielen bei der Eröffnungsfeier als Fahnenträger der Nation aufzutreten.
Seine persönliche Bestleistung auf der 10-Kilometer-Distanz stellte Mabuza im Jahr 1974 in 30:08,6 Minuten auf. Bei den British Commonwealth Games 1974 im neuseeländischen Christchurch lief der Swasiländer am 31. Januar in 2:12:54,4 Stunden den bis heute gültigen Landesrekord auf dieser Strecke. Die Bronzemedaille als Drittplatzierter bedeutete das erste Edelmetall der Swasiländer in der Geschichte der Spiele.
Bei den Panafrikanischen Spielen 1978 gewann Mabuza im algerischen Algier in 2:21:53 Stunden und mit einem 75-Sekunden-Vorsprung auf den Äthiopier Dereje Nedi die Goldmedaille im Marathonlauf.
Außerdem ist Mabuzo in mehreren Weltjahresbestenlisten vertreten:
- 1972: 182. Platz weltweit, 17. Rang kontinental[5]
- 1974: 8. Platz weltweit, 3. Rang kontinental[6]